# Коковин, Евгений Степанович
Евгений Степанович Коковин (27 декабря 1912 [9 января 1913], Архангельск — 7 августа 1977, Архангельск) — детский советский писатель, автор известной повести «Детство в Соломбале». Общий тираж его книг превысил 2,5 миллиона экземпляров.

## Биография
Евгений Степанович Коковин родился 9 января 1913 года в Соломбальском районе Архангельска, в многодетной семье потомственного моряка Степана Андреевича Коковина. Окончил Архангельскую школу морского ученичества и несколько навигаций плавал машинистом на каботажных судах Советского торгового флота. Летом 1929 года познакомился с Аркадием Петровичем Гайдаром, работавшим в то время в архангельской газете «Правда Севера». Гайдар оказал большое влияние на его последующее творчество. В 1931 году опубликовал свой первый рассказ «Дезертир».
В 1940 году в альманахе «Север» был опубликован его рассказ «Детство в Соломбале». В годы Великой Отечественной войны работал военным журналистом газеты «Патриот Родины», старший лейтенант, писал рассказы и повести на военную тематику. Награждён медалью «За победу над Германией».
В 1947 году была переиздана повесть «Детство в Соломбале», которая принесла писателю широкую известность. Сначала она была переиздана в Москве, затем издана в Болгарии, Венгрии, Польше, Чехословакии, Китае. В 1949 году на Всесоюзном конкурсе художественных книг для детей повесть была удостоена премии.
С 1947 года — член Союза писателей СССР. На сцене Архангельского театра драмы им. М. В. Ломоносова были поставлены его пьесы «В штормовую погоду» (1960) и «Мальчишки из Соломбалы» (1967—1975).
Умер 7 августа 1977 года, похоронен на Соломбальском кладбище. В 1988 году одной из библиотек Архангельска было присвоено имя Е. С. Коковина.